# أنبوب غليان

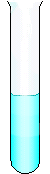
أنبوب الغليان يبدو مشابه لأنابيب الاختبار العادية

أنبوب غليان هو أنبوب أسطواني كبير نوعا ما، يُستخدم لتسخين المواد بشدة في لهب موقد بنزن. أنبوب الغليان هو أساسا أنبوب اختبار ولكنه أكبر بحدود 50%.
وأنابيب الغليان مصممة لتكون واسعة بما يكفي لتسمح للمواد بالغليان بشدة على عكس أنابيب الاختبار التي تكون ضيقة للغاية. يمكن للسوائل المغلية أن تنفجر خارجة من نهاية أنابيب الاختبار عندما تسخن وذلك لعدم وجود مجال أو مكان لخروج فقاعات الغاز بسهولة من السائل المحيط بها. كما يمكن استخدام أنابيب الغليان كأنابيب للاختبار عموما وخاصة عندما يتطلب الاختبار حجما أكبر. كما يمكن استخدامها كحجرة احتراق للغازات حيث يسمح حجمها الكبير بمزيج غازي فعال مقارنة مع أنبوب الاختبار.
تصنع أنابيب الغليان عادة من زجاج البيركس الذي يتحمل درجات حرارة عالية.